# مکتب قزوین

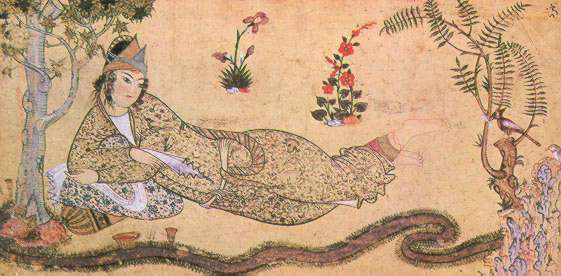
ملکه صبا، نمونه‌ای از نگارگری مکتب قزوین

مکتب قزوین (سدهٔ ۱۰) در سال ۹۵۵ ه‍.ق و پس از آنکه شاه طهماسب به قدرت رسید و مرکز حکومت صفویان را از تبریز به قزوین منتقل ساخت؛ شکل گرفت.

## پیدایش

پیک‌نیک در کوهستان، نام یک مینیاتور ایرانی در سبک مکتب قزوین است که در حوالی ۱۵۵۰ تا ۱۶۰۰ میلادی، توسط محمدی هروی خلق شد. این اثر اکنون در مالکیت موزه هنر کلیولند قرار دارد.

در مورد چگونگی به وجود آمدن مکتب نگارگری در قزوین و راه یافتن این هنر به شهر قزوین باید به زمان سلطنت شاه اسماعیل رفت. شاه اسماعیل در سال ۹۰۶ ه‍.ق پس از شکست دادن آق‌قویونلوها تبریز را به پایتختی برگزید. کتابخانهٔ سلطنتی آق‌قویونلوها در اختیار او قرار گرفت و هنرمندانی که در کتابخانهٔ آق‌قویونلوها کار می‌کردند به خدمت او درآمدند.
شاه اسماعیل آن‌ها را به ادامهٔ کارهای هنری که در دست داشتند، واداشت. یکی از هنرمندان برجستهٔ مکتب تبریز، سلطان محمد تبریزی بود که به خدمت شاه اسماعیل درآمد و از این زمان به بعد یکی از پایه‌های محکم مکتب تازه‌بنیاد تبریز دورهٔ صفوی شد.
شاه اسماعیل در سال ۹۱۶ ه‍.ق به هرات حمله برد و آنجا را به تصرف خود درآورد و سنت و دستاوردهای غنی و شکوهمند مکتب هرات دورهٔ تیموری را به ارث برد. او از قرار معلوم برخی از آثار نفیس و کتاب‌های ارزشمند مکتب هرات را به تبریز منتقل کرد.
شاه اسماعیل سپس فرزند دو سالهٔ خود تهماسب میرزا را همراه یکی از امیران قزلباش، حاکم هرات کرد. تهماسب میرزا در هرات زیر نظر استادان برجسته به فراگیری نقاشی و خطاطی پرداخت. او پس از گذراندن هشت سال در هرات به تبریز بازگشت و در سال ۹۳۰ ه‍.ق به سلطنت رسید. ظاهراً او همراه خود شماری از هنرمندان مکتب هرات از جمله کمال‌الدین بهزاد را به تبریز آورد. شاه اسماعیل در سال ۹۲۸ ه‍.ق فرمان کلانتری کتابخانه را به نام بهزاد صادر و او را سرپرست کتابخانهٔ سلطنتی کرد.
شاه تهماسب که شیفتهٔ نقاشی و خطاطی بود پس از رسیدن به سلطنت به حمایت از این هنرها پرداخت و هنرمندان زیادی از مکتب هرات و ترکمان را در پروژه‌های شکوهمند کتاب آرایی به کار گرفت و بدین ترتیب آثار مکتب تبریز دورهٔ صفوی پدیدار شد و مکتب تبریز که یکی از مکاتب درخشان هنر نگارگری ایران است شکل نهایی خود را پیدا کرد و آثار شکوهمندی چون شاهنامهٔ شاه تهماسبی و خمسهٔ نظامی شاهی را تولید کرد.
در سال ۹۵۵ ه‍.ق شاه تهماسب به قدرت رسید. او مرکز حکومت صفویان را از تبریز به قزوین منتقل ساخت.
با انتقال پایتخت به شهر قزوین که در سال ۹۶۲ هـ. ق به‌طور قطع صورت گرفت، دوران تازه‌ای در حیات سیاسی این شهر آغاز گشت، هر چند به نظر می‌رسد بحث انتقال پایتخت به قزوین اندکی پیش از آن تاریخ ۹۵۵ هـ. ق مورد توجه بوده است. به این دلیل شاه دستور ساختن دولتخانهٔ جدید را در این شهر داده بود. سرانجام در ۱۴ صفر ۹۸۴ هـ. ق / مه ۱۵۷۶ م شاه طهماسب در گذشت در حالی که نظرش را در مورد جانشین‌اش به کسی نگفته بود.. اما ۹ روز پس از وفات پدر خواهان پسر دیگر “اسماعیل میرزاً که به امر پدرش طهماسب در قراباغ در قلعه قهقهه محبوس بود، در قزوین جمع شدند و در مسجد آن شهر به نام وی خطبه خواندند. شاه اسماعیل دوم جانشین شاه تهماسب تصمیم گرفت که اعتبار گذشته را تجدید کند، از این رو به گردآوری کارکنان لایق و هنرمندان گوناگون برای کتابخانه همت گماشت. با این همه از شاه اسماعیل دوم یکی دو کار پسندیده نیز سرزده که یکی از آنها احیای کارگاه هنری دربار و حمایت از شاعران و موسیقدانان دربار صفوی بود. (کن بای، ۱۳۸۶، ۸۳) حکومت کوتاه مدت شاه اسماعیل دوم اجازه حمایت بیشتر از هنرها را به او نداد و در این جریان هنرمندان متفرق شده در تلاش دو چندان ساختار مصور شاهنامه‌ای را به نام شاهنامه شاه اسماعیل دوم را شروع کردند که بامرگ او به اتمام نرسید. سلطان محمد خدابنده، جانشین اسماعیل دوم، از جمله افرادی بود که از جانب وی احساس خطری نمی‌کرد. هر چند که او پسر بزرگ شاه طهماسب بود. ولی به لحاظ کوری چشمانش (به نظر می‌رسد آب مروارید داشته)، فردی شایسته به سلطنت نبود. در سال ۹۹۴ ه‍.ق بخشهایی از خراسان که از نفوذ ازبکها مصون مانده بودند، از والی مشهد، مرشد علی قلی خان اوستاجلو و پسر جوان شاه، شاهزاده عباس، حمایت کردند. با جلوس شاه عباس در سن شانزده سالگی در ۱۴ ذیقعده ۹۹۵ هـ. ق / اکتبر ۱۵۸۷م) در قزوین حکومتی جدید پا گرفت. با این وصف دوره پایتختی قزوین و تمام پستی و بلندیهای تاریخ، سیاسی و هنری با تغییر پایتخت به اصفهان به اعتبار بالایی رسید و دوره ۵۲ ساله پایتختی قزوین در سال ۱۰۰۶ هجری کلاً تمام گرفت و بعد از این ما شاهد تاریخ و فرهنگ و هنری تکامل یافته در حوزه معماری، کتاب آرایی و نقاشی دیواری و دیگر هنرها در این زمان هستیم. حکومت شاه عباس در ایران با شکوفایی فرهنگی آن مقارن بود. در این زمان در مدت کوتاه خود در قزوین حمایت خود را از هنرمندان دریغ نکرد و احیای دوباره مکتب‌خانه شاهی به‌طور مسنجم همچون زمان شاه طهماسب از سر گرفته شد و شکل‌گیری نسخ خطی همچون شاهنامه شاه عباس در این مکتب بود که باید به آن اشاره کرد.

## ویژگی‌ها
مکتب نگارگری قزوین جدا از مکتب هرات، مکتب تبریز و دیگر مکاتب دارای ویژگی‌هایی است که آن را از سبک‌های دیگر متمایز می‌کند. تاریخ و فرهنگ به جای مانده قزوین از عصر صفویه به خوبی بیانگر این معناست که نقاشی قزوین دارای مکتب مستقلی است. با آمدن هنرمندان آثار هنری و از جمله نقاشی دیواری نیز شکل گرفت که در همان سالهای اولیه پایتختی قزوین شاه عمارت سلطنتی خود را که کاخ چهلستون نامیده شده ساخت و به منظور آرایش و زیبایی این بنا از هنرمندان خواست تا نقاشی‌هایی بر دیواره‌های کاخ رسم کنندنقاشی‌ها و تزئینات دیواری در توضیح مکتب نقاشی قزوین جایگاه خاصی دارد به گونه‌ای که این تصاویر دیواره‌ها در واقع همان بزرگ نمایی نقش‌ها و تصاویر کوچک کتاب آرایی‌ها و نسخه‌های خطی بوده که بر دیوارها نقش بسته و در بین مراحل تدوین و تکامل خود را سپری کرده و به عنوان یک شیوه جدید از نقاشی یعنی نقاشی تصاویر کوچک در مقیاس بزرگ شکل می‌گیرد. در این شیوه جدید پرداخت، قلم‌گیری‌ها و بکارگیری رنگهای ناب و یکدست و طراحی شخصیت‌ها و تناسبات درست تصاویر همراه با موضعی حماسی و رزمی و بزمی همانند تصاویر کتابها اجرا شده است که در واقع این حرکت، آغازی برای سیر تکاملی مکتب قزوین به‌شمار می‌رود.
در این مکتب، برای نگارگران علاوه بر تصویر حیوانات، پرندگان، گل‌ها و درختان، آنچه بیش از همه جلب توجه می‌کرد، اندام ظریف جوانان، درویشان و کشاورزان است که در تابلوهای آنان، چهره‌ها غالباً به گونه‌ای سه رخ تصویر شده و چهره‌های تمام رخ ابداً در کار نقاشان سبک قزوین دیده نمی‌شود و هیچ انسانی از پشت سر نیز تصویر نشده است. سوژه‌ها بیشتر از میان افراد عادی برگزیده شده و لباس‌های فاخر در نگارگری‌ها دیده نمی‌شود و جامه زنان و مردان چندان تفاوتی در نگاره‌ها ندارد.در این بین تک پیکره که در اواسط دورة پایتختی تبریز اجرا می‌شد در قزوین نیز رواج یافت. نگاریه‌های تک برگی در مکتب تبریز صفوی جهان بینی شاهزادگان صفوی بود که در زمینه نگارگری شکلهای متعدد پذیرفت و در پاره‌ای از آن بیانش را در مجموعه‌ای از نگاره‌های تک برگی، یا به تعبیر اسکندربیک منشی، مورخ دربار شاه عباس اول، «یکه صورت» یافت. این «یک صورت‌ها» در فضایی از احساس گرایی رمانتیک‌وار، معنایی تازه به خود گرفت و پیکره انسان را به گونه‌ای دیگر فرا نمود.
موضوعات طبیعی و حقیقی در آثار این مکتب وجود دارد. از شدت تزئینات و ریزه‌کاری‌ها کاسته شد و تصاویر طبیعت و شاهزادگان بیشتر تصویر شد. تک‌چهره‌ها به شدت رواج یافتند. هنرمندان با راه‌اندازی کارگاه‌های خصوصی، به تولید نگاره‌های تک برگی در جهت سلیقه و ذوق خریداران پرداختند و این امر پیکرنگاری تک برگی را رشدی درخور داد، چنان‌که در مکتب قزوین پیکرنگاری، تک برگی از ژانرهای مهم نقاشی ایران گردید. در نگاره‌های این دوره سرها به نسبت‌اندام کوچک شده و چهره‌ها کشیده شده و از حالت بیضی بیرون آمده‌اند. تا اواخر سال ۹۶۷ هـ.ق. تاج حیدری و دستارهای بلند صفوی جای خود را به انواع دیگری از دستارها داده بود. جوانان نوجو از دستارهای کوچکتری استفاده می‌کردند و در مواردی کلاه‌های پوست خزشان را فقط با شالهای کوچکی می‌پیچیدند. صخره‌ها نیز از حالت بافت دار بیرون آمده و پیچ و تاب کمتری به خود گرفتند. در این مکتب ترکیب بندی صخره‌ها ساده‌تر، اندازه‌اندامها بزرگتر و چسبیده تر به چهارچوب تصویر و رنگها همچنان تابان و پر تلألوأند شدند
از نگارگران معروف قزوین، استاد، صادقی بیگ افشار، مولانا میرمصور، مولانا شیخ محمد، محمدی مصور، آقارضا (رضا عباسی)، نقدی بیک، محراب، میرزین العابدین، مفر علی (خواهر زاده کمالدین بهزاد)، میرزاعلی (فرزند سلطان محمد نقاش)، سیاوش بیک گرجستانی و… را می‌توان نام برد.
از آثار این مکتب می‌توان به فالنامه (۹۵۷ ه‍.ق)، گرشاسب نامه اسدی (۹۸۱ ه‍.ق)، شاهنامه شاه اسماعیل دوم (۹۸۴–۹۸۵ ه‍.ق) ،هفت اورنگ جامی و شاهنامه قوام ابن محمد شیرازی، شاهنامه شاه عباس (۹۹۶–۱۰۰ه‍.ق)، انوار سهیلی (۱۰۰۲ ه‍.ق) و … اشاره کرد.
در حال حاضر نیز نگارگری در قزوین تا حدودی مرسوم و متداول است.

## نمونه‌هایی از نگارگری مکتب قزوین

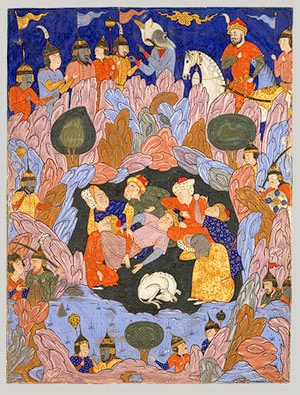
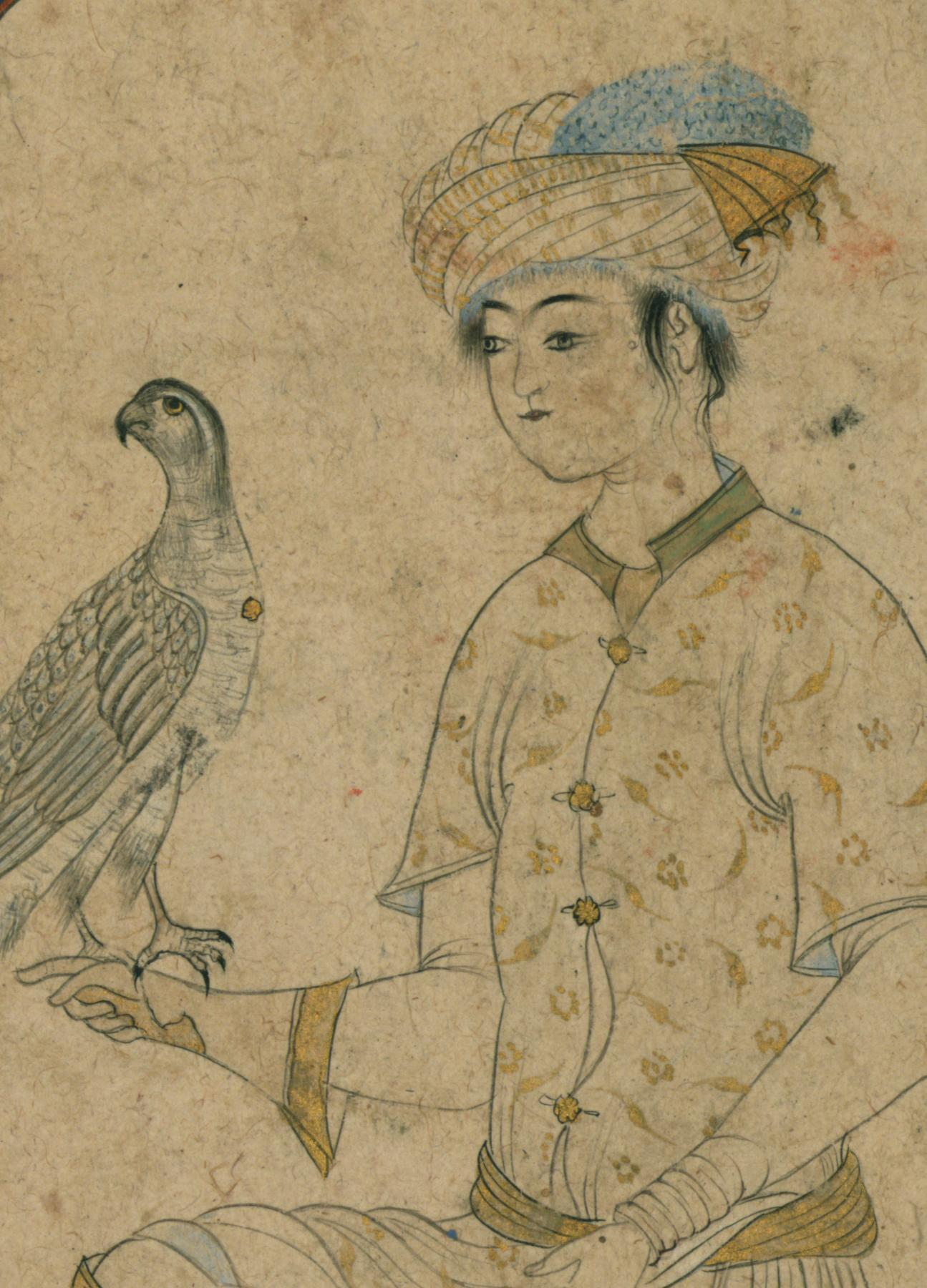
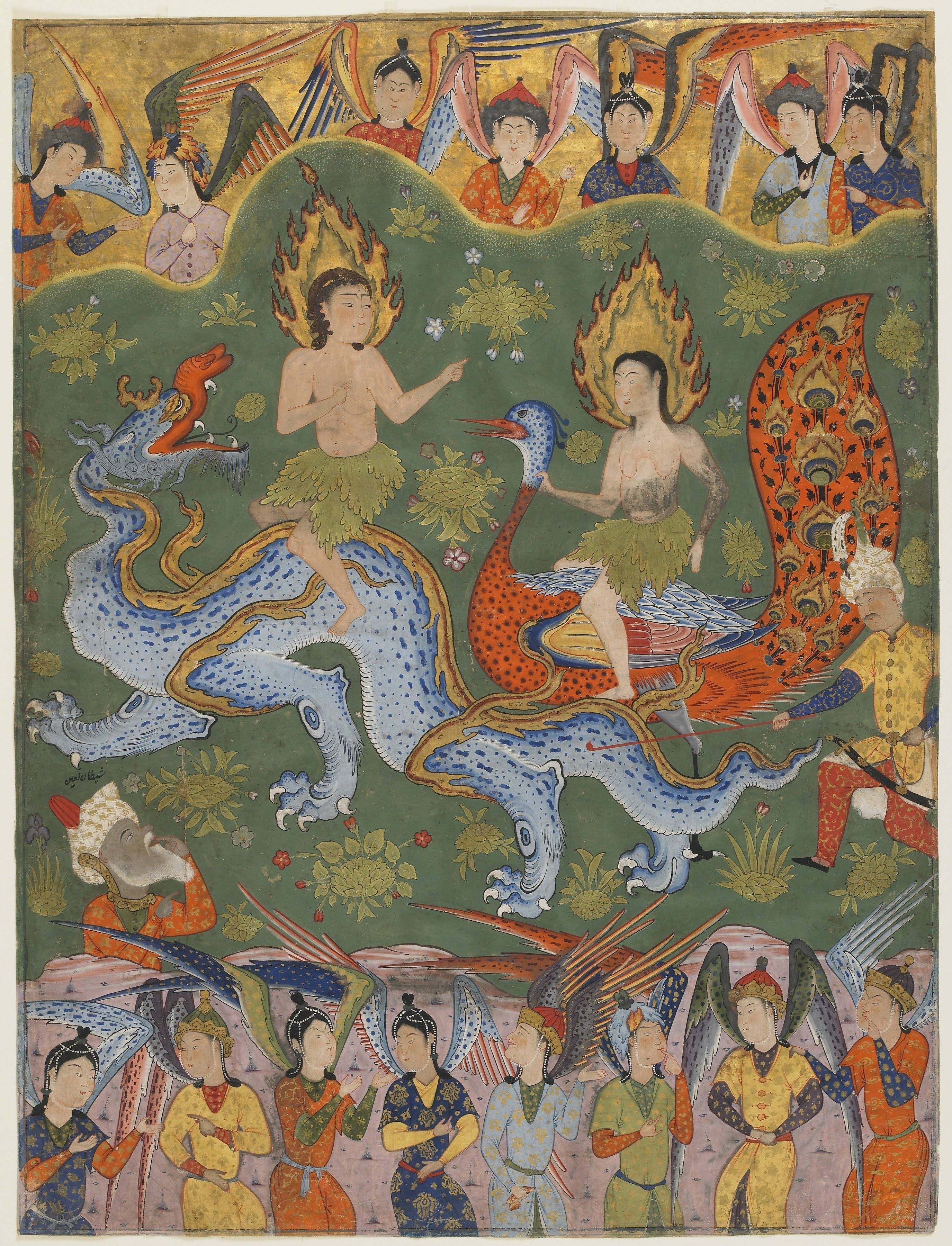

## برگزاری نمایشگاه
- اولین نمایشگاه نگارگران مکتب قزوین در سال ۱۳۹۶ با حضور تعدادی از نگارگران در شهر قزوین برگزار گردید.
- دومین نمایشگاه نگارگران مکتب قزوین در سال ۱۳۹۸ با حضور آیدین آغداشلو و تنی چند از نگارگران اهل قزوین.